# Сакушак
Сакушак (словен. Sakušak) — поселення в общині Юршинці, Подравський регіон‎, Словенія.